# Este (Adelsgeschlecht)

Stammwappen derer von Este

Wappen der Este, 1431–1452

Die Este gehen im Mannesstamm auf die Otbertiner (italienisch Obertenghi) zurück, eines der ältesten italienischen Adelsgeschlechter, ab 951 Markgrafen von Ostligurien, ab ca. 1000 Markgrafen von Mailand, Tortona und Genua.
Alberto Azzo II. d’Este (* 997, † 1096/97), Markgraf von Mailand, heiratete die Erbin der schwäbischen Welfen; seine Söhne begründeten die beiden Hauptlinien des Geschlechts: Die ältere Linie bildet das Haus Welf-Este, das 1070 zu Herzögen von Bayern aufstieg und von dem das Haus Hannover abstammt, das bis heute existiert.
Die jüngere Linie Fulc-Este regierte von 1240 bis 1597 Ferrara und von 1288 bis 1796 Modena, seit 1452 als Herzöge von Modena. Angehörige dieser Familie waren bedeutende Mäzene der Renaissancezeit. Diese Linie erlosch 1803 und wurde von der habsburgischen Nebenlinie Österreich-Este beerbt.
Es war der Philosoph und Universalgelehrte Gottfried Wilhelm Leibniz, der bei seinen genealogischen Studien im Auftrag des Welfenhauses 1688 den gemeinsamen Ursprung der beiden Häuser nachwies und mit der Hochzeit des Thronerben Rinaldo d’Este mit Prinzessin Charlotte Felicitas von Braunschweig-Lüneburg auch eine kleine ‚Wiedervereinigung‘ beider Familienzweige arrangierte.

## Geschichte

### Ursprünge: Die Otbertiner
Die Ursprünge des Hauses der Otbertiner sind ungeklärt, die Familie stammte vermutlich aus dem fränkischen Adel und ließ sich in der späten Karolingerzeit in der Lombardei nieder. Ältester bekannter Vorfahre ist um 900 ein Markgraf Adalbert, dessen Sohn Otbert (Oberto) I. († 975) im Jahre 945 Verbündeter des Markgrafen Berengar II. von Ivrea war, welcher 950 zum König von Italien gewählt wurde. Daraufhin ernannte er Otbert 951 zum Markgrafen von Ostligurien („Otbertinische Mark“, ital.: „Marca Obertenga“). Otbert (Oberto) begründete die Dynastie der Otbertiner (Obertenghi), sein Wechsel auf die Seite des Kaisers Otto des Großen sicherte die Position der Familie über den Sturz Berengars hinaus. Sein Sohn Otbert II. († nach 1014/21) wurde Pfalzgraf von Italien, Markgraf von Mailand, Tortona und Genua.
Das einst umfangreiche Territorium der Otbertiner verkleinerte und zersplitterte sich durch Erbteilungen und Auseinandersetzungen mit anderen Familien, aber auch durch den Druck der aufstrebenden Städte (Mailand, Genua, Piacenza, Tortona, Pavia, Bobbio u. a.). Die Nachfahren der Otbertiner im Mannesstamm zersplitterten sich in diverse Familienzweige unter anderen Namen, von denen einige bis in die Neuzeit kamen. Neben den Este sind dies die Malaspina und die Pallavicini, die jeweils kleinere Überreste der einstigen Otbertinischen Mark erbten.

### Die Linien Welf-Este und Fulc-Este

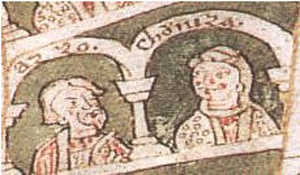
Alberto Azzo II. und seine erste Gattin Kunigunde, Erbin der Welfen

Otberts II. Enkel Alberto Azzo II. (* 997, † 1096/97), Markgraf von Mailand, erbaute 1056 bei der Stadt Este die gleichnamige Burg und benannte sich nach ihr. Damit entstand aus den Otbertinern der Zweig Este.
Alberto Azzo hatte aus zwei Ehen drei Söhne, die die verschiedenen Linien der Familie begründeten:
- Welf IV. d’Este (Guelfo), der Älteste, war der Sohn von Kunigunde († vor 1056), der letzten Erbin der Welfen. Er ist der Stammvater der jüngeren deutschen Welfenlinie (Welf-Esten), die bis ins heutige britische Königshaus reicht und noch im Mannesstamm blüht (Haus Hannover).

- Hugo, aus der zweiten Ehe stammend, übernahm die Grafschaft Maine, das Erbe seiner Mutter, verkaufte es aber bereits ein Jahr später; er starb ohne Nachkommen.
- Die jüngere italienische Linie (Fulc-Este oder nur Este) begann mit Fulco I. d’Este († um 1128/35), dem dritten Sohn aus der Ehe mit Garsende von Maine. Seine Nachkommen führten seit 1171 den Titel der Markgrafen von Este, ab 1452 der Herzöge von Modena und Reggio und ab 1471 der Herzöge von Ferrara. Die italienische Linie erlosch 1803 im Mannesstamm und wurde vom Haus Österreich-Este beerbt.

### Die Fulc-Este in Ferrara und Modena

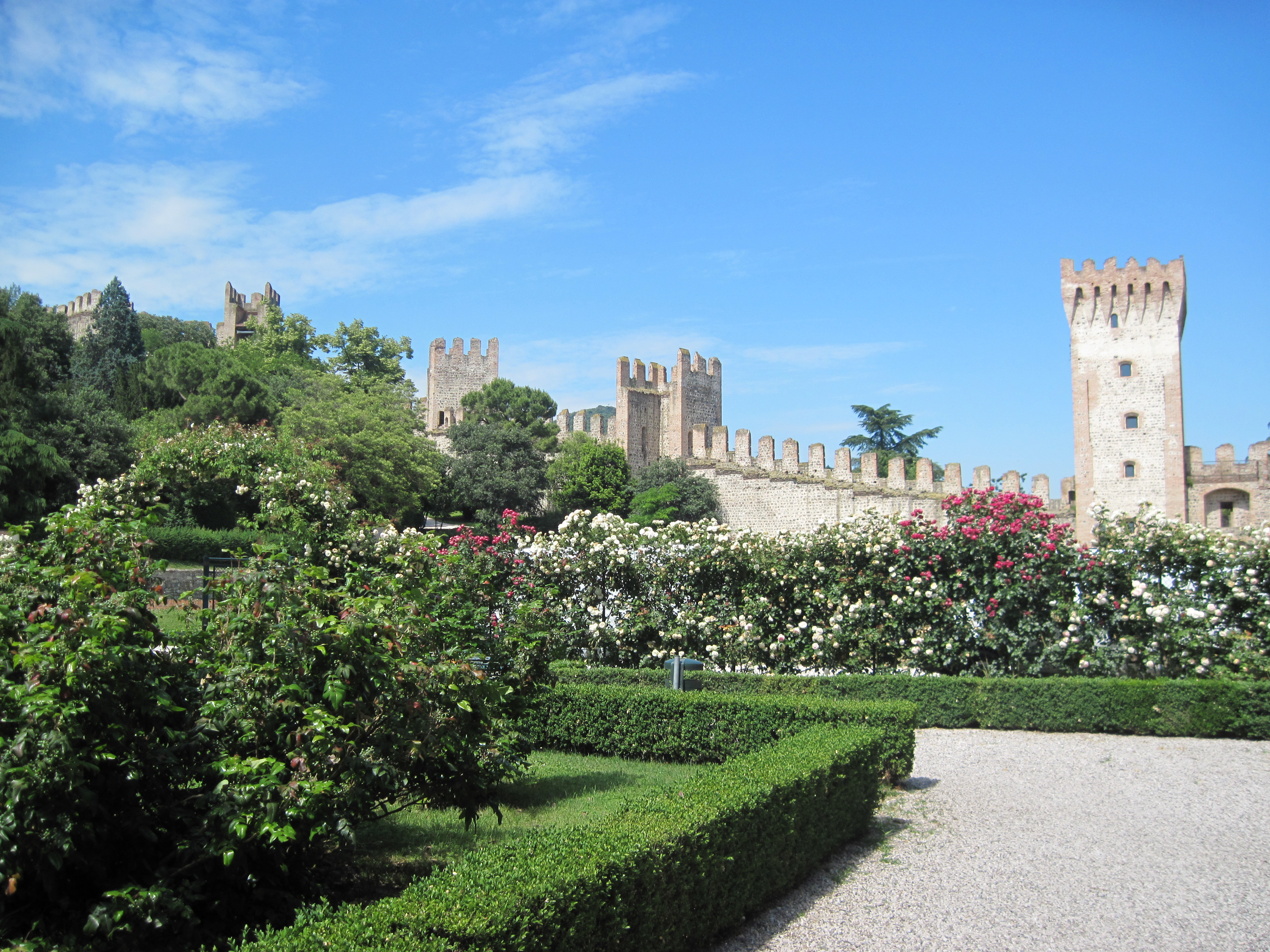
Das Kastell in Este, 1339 anstelle des 1317 zerstörten Markgrafenschlosses errichtet

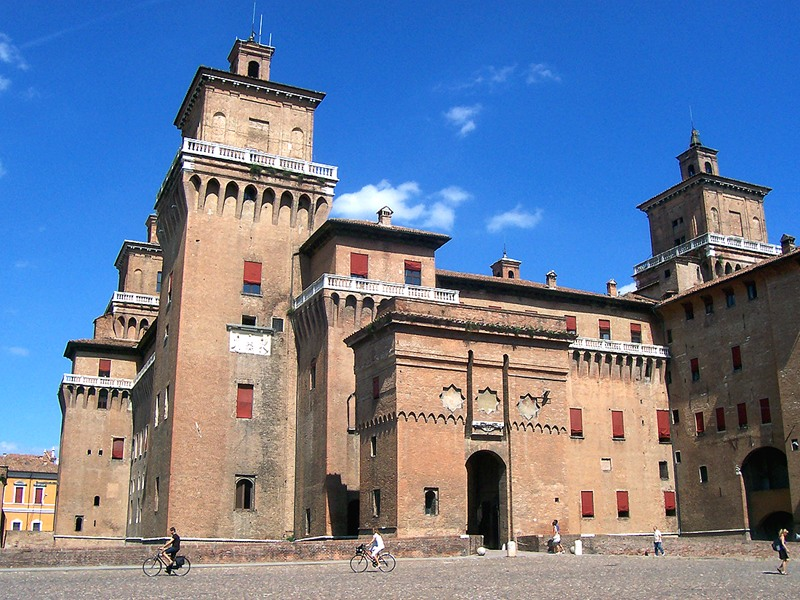
Castello Estense in Ferrara

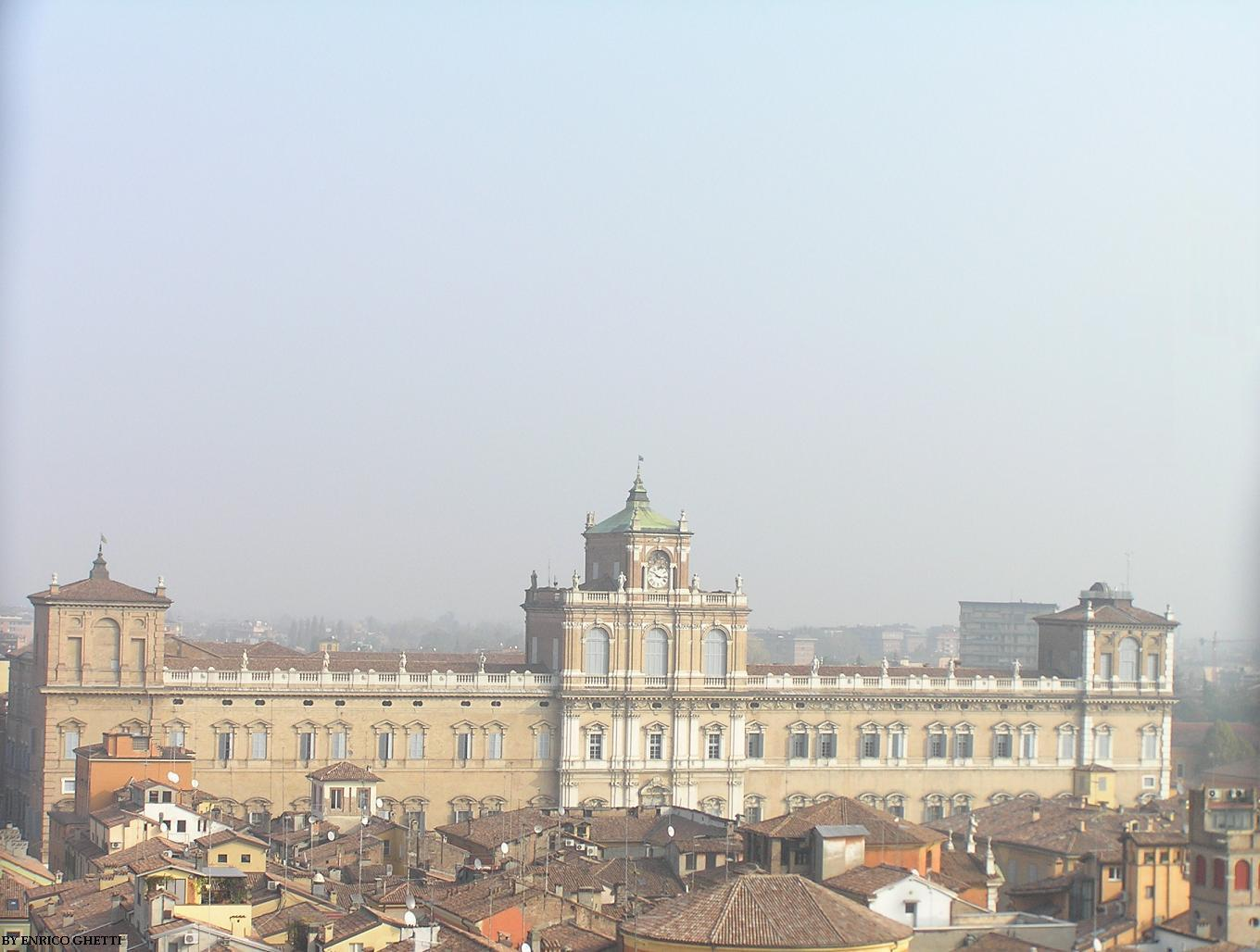
Herzoglicher Palast in Modena, 1634 durch Francesco I. in Auftrag gegeben

Nach dem Tod seines Vaters, 1097, erbte Fulco I. d’Este (1070–1136) die italienischen Besitzungen der Familie, deren Schwerpunkt im Veneto um Mantua, Padua, Treviso und Verona lag (ohne diese freien Städte selbst zu umfassen), während sein älterer Halbbruder, der bayerische Herzog Welf IV., den Besitz nördlich der Alpen erhielt. Diese Aufteilung wurde jedoch von Welf IV. nicht anerkannt, erst unter dessen Enkel Heinrich dem Löwen wurden 1154 in einem Vertrag zwischen Welf-Esten und Fulc-Esten die italienischen Güter den Erben Fulcos endgültig zugesprochen. Fulco und seine Nachfahren nannten sich nach der Burg Este im Veneto, allerdings führten sie den Markgrafentitel erst ab 1171, zuvor waren sie Herren von Este und kaiserliche Legaten. Fulco selbst knüpfte schon erste Verbindungen zum Adel von Ferrara, dessen Herrschaft die Este ein Jahrhundert später erlangten.
Die Fulc-Este erwarben in der Folgezeit neue Territorien: Schon 1146 hatte Azzolino d’Este von Guglielmo Adelardi aus Ferrara den großen Besitz dieser Familie in der Stadt geerbt. Azzo VI. († 1212), erster Markgraf von Este, wurde 1196 zum Podestà von Ferrara gewählt, ein Amt, das auch die folgenden Generationen ausübten. 1210 wurde er vom Papst auch zum erblichen Markgrafen von Ancona ernannt. 1239 verlegten die Este ihren Hauptsitz endgültig nach Ferrara. Mit Obizzo II. d’Este endete die kommunale Ära in der Stadt, er wurde 1264 Signore von Ferrara, 1288 von Modena und 1289 von Reggio nell’Emilia. Die Stadt Este selbst war in der Regierungszeit Kaiser Friedrichs II. in den Kämpfen zwischen Kaisertreuen und Papsttreuen („Ghibellinen und Guelfen“) mehrfach besetzt worden; die Markgrafen hatten sich auf die guelfische (päpstliche) Seite gestellt. 1275 kam Este an Padua und 1405 mit Padua an die Republik Venedig.
Die Este bauten in den nächsten drei Jahrhunderten Ferrara zu einer der führenden Wirtschaftsmächte und zum Kultur- und Kunstzentrum aus. Nach dem Volksaufstand von 1385 errichteten sie sich das Castello Estense als Zwingburg und Wohnsitz. Borso d’Este bekam von Kaiser Friedrich III. 1452 für Modena und Reggio den Herzogstitel und nahm im Gegenzug beides von ihm als Reichslehen in Empfang (als Teil von Reichsitalien); 1471 folgte durch Papst Paul II. der gleiche Titel für Ferrara als päpstliches Lehen.
Die Herschreibung aus der Karolingerzeit begründete eine Bindung an die Könige von Frankreich. In den italienischen Kriegen der Renaissance hielt diese Parteinahme mit einiger Sturheit zwei Belastungsproben aus: Zwischen 1495 und 1498 war neben den Este lediglich die Republik Florenz frankreichtreu. Im Kriegsverlauf zwischen 1510 und 1512 entging das Haus wider Erwarten dem totalen Ruin, während die französische Waffenhilfe schwand. 1577 verkaufte Alfonso II. die Markgrafschaft Vignola bei Modena an Papst Gregor XIII. bzw. an dessen Sohn Giacomo Boncompagni.
Die legitime Linie der Familie starb mit Alfonso II. d’Este 1597 aus. Da seine drei Ehen kinderlos geblieben waren, setzte er seinen Vetter Cesare d’Este, den Sohn seines Onkels Alfonso d’Este, Markgraf von Montecchio, zu seinem Erben ein. Papst Clemens VIII. erkannte diese Erbeinsetzung wegen der außerehelichen Geburt Alfonsos nicht an, zog Ferrara 1598 als erledigtes Lehen ein und gliederte es dem Kirchenstaat an. Somit blieb die „Bastardlinie“ Este auf das Reichslehen Herzogtum Modena beschränkt.
Berühmt war die Kunstsammlung der Este, aufgeteilt auf die beiden Hauptstädte. Als Ferrara dem Kirchenstaat eingegliedert wurde, gelang es dem Papstneffen Kardinal Pietro Aldobrandini, den größten Teil der dortigen Kunstsammlung der Este an sich zu bringen und nach Rom zu schaffen, wo er den Grundstock der Sammlung Aldobrandini bildete; bedeutende Teile davon gelangten später durch Erbschaft in die Sammlung Borghese. Die Sammlung in Modena, die Galleria Estense, mit Werken vom 14. bis 18. Jahrhundert, sowie die Biblioteca Estense, befindet sich im Palazzo dei Musei in Modena (am Largo Porta Sant’Agostino 337).
Die Hauptresidenzen der Herzöge waren (bis 1598) das Castello Estense in Ferrara und der Herzogliche Palast in Modena (errichtet ab 1634). Lustschlösser, als Delizie bezeichnet, befinden sich in Reggio nell’Emilia, Sassuolo, Ferrara (Palazzo Schifanoia, Villa della Mensa, Belriguardo), Portomaggiore (Delizia del Verginese in Gambulaga), Mesola, Fossa d’Albero, Vigarano Mainarda, Palazzo Pio in Tresigallo, Zenzalino, Villa Rivalta (mit der Villa Rivaltella und dem Casino) bei Reggio, Medelana, Montagna di San Giorgio, Costabili, Copparo und einigen anderen Orten.
Sehr bekannt ist auch die Villa d’Este in Tivoli bei Rom, ein früheres Kloster, das sich der Kardinal Ippolito II. d’Este (1509–72) umgebaut und mit weitläufigen Renaissancegärten versehen hat.

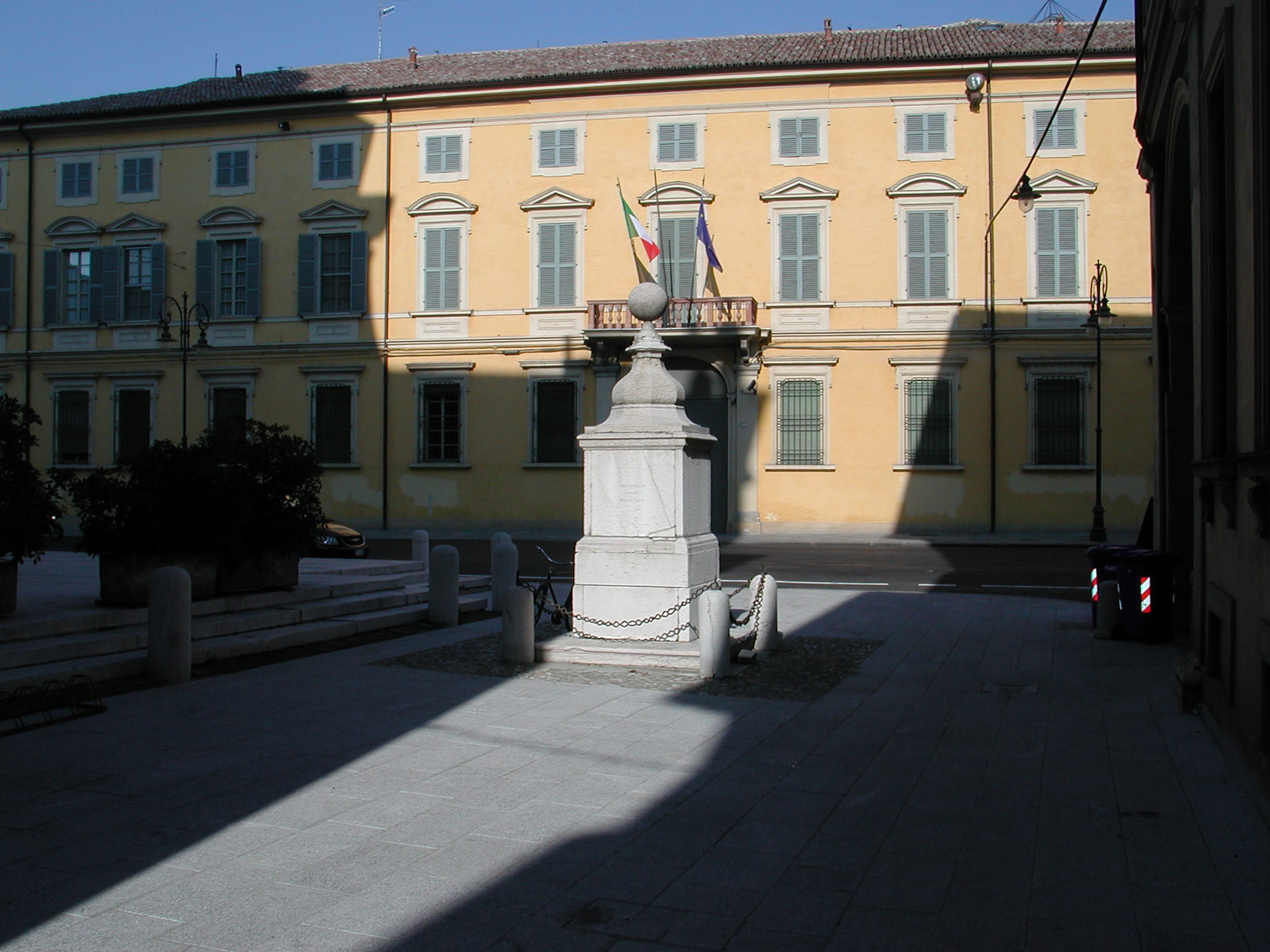
Herzogspalast in Reggio nell’Emilia
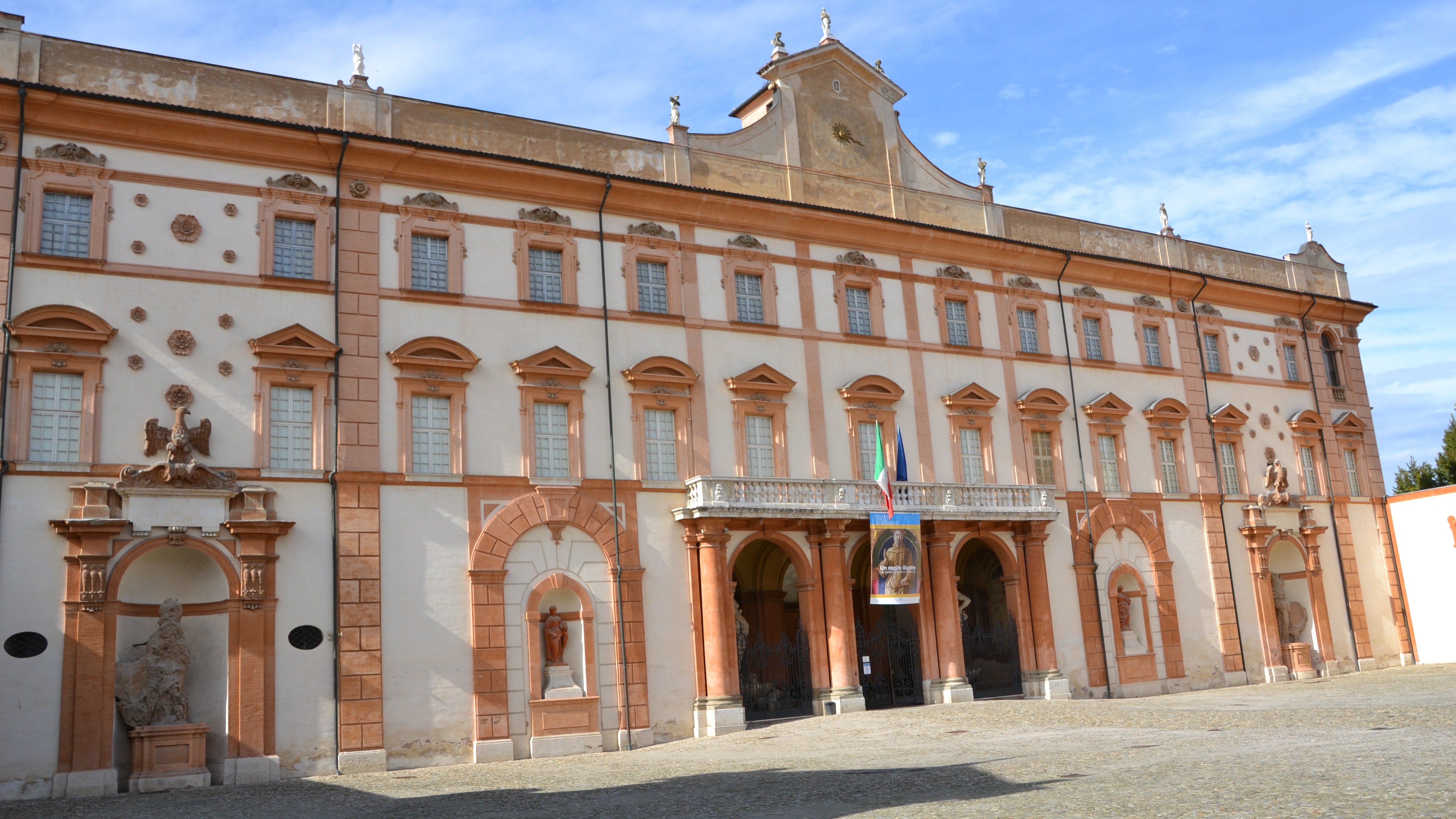
Herzogspalast in Sassuolo
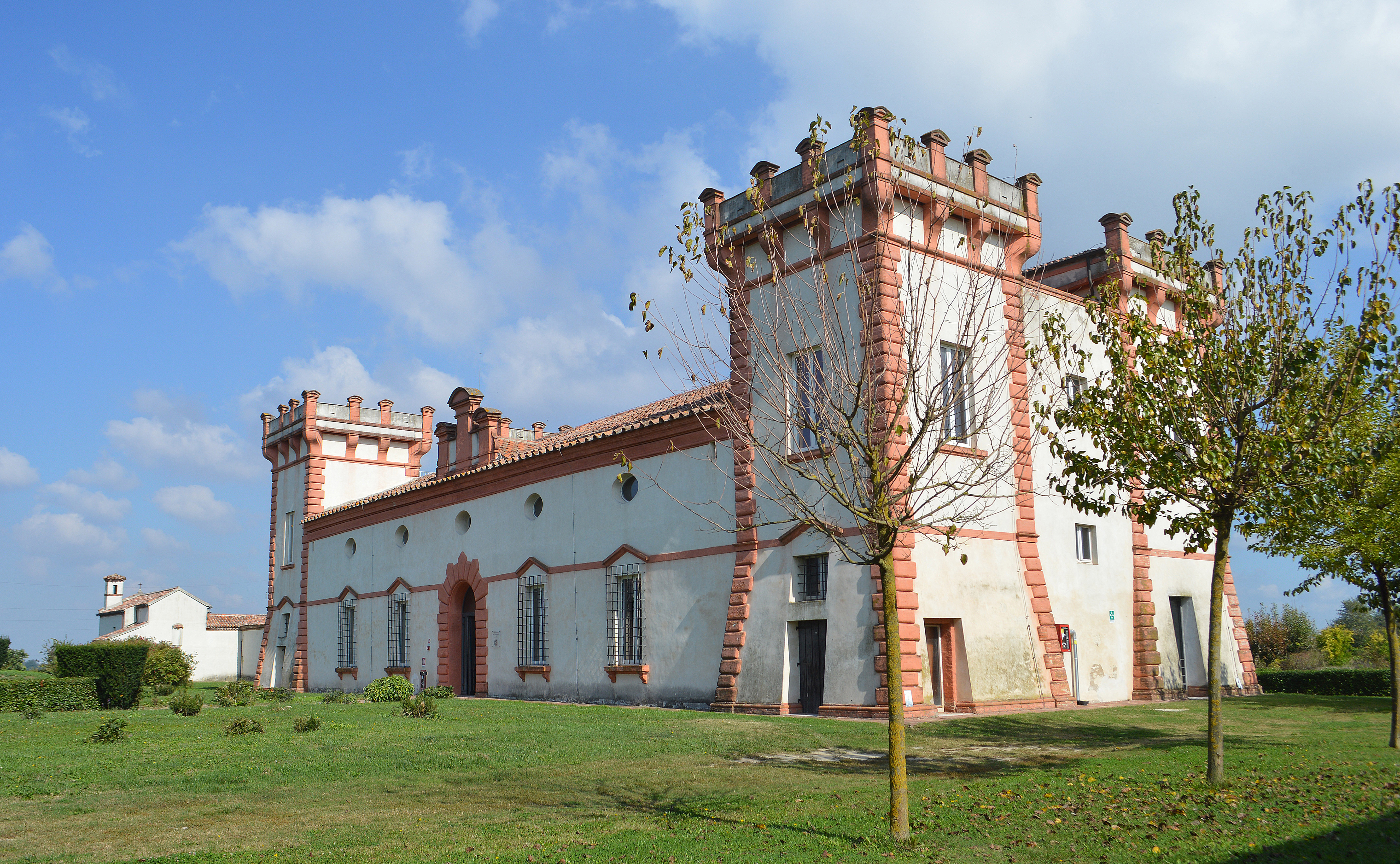
Delizia del Verginese, Portomaggiore
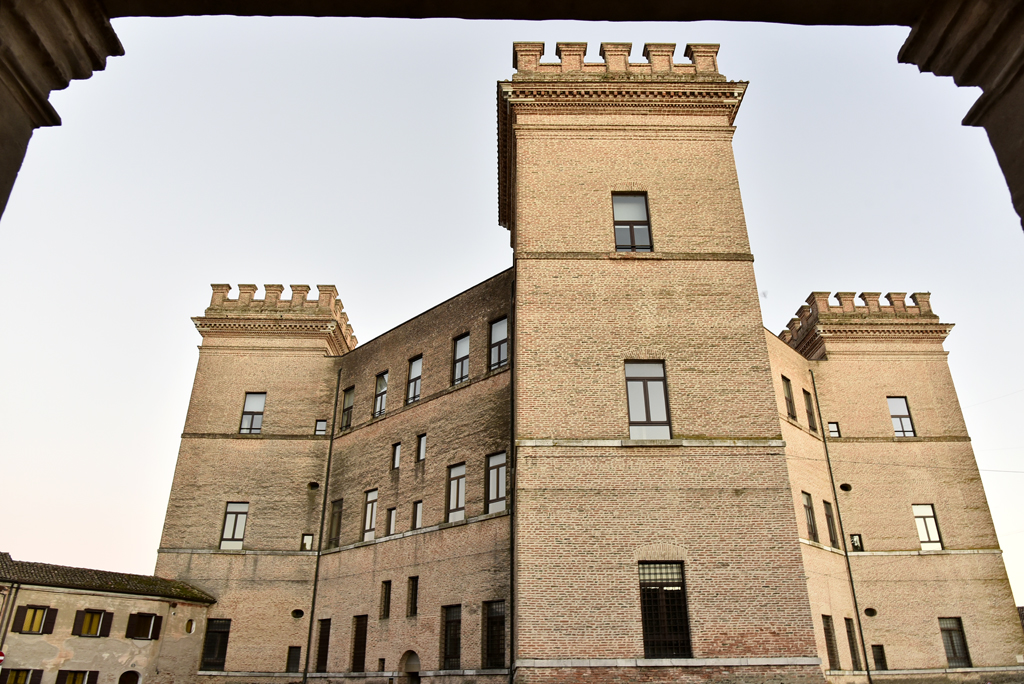
Schloss Mesola
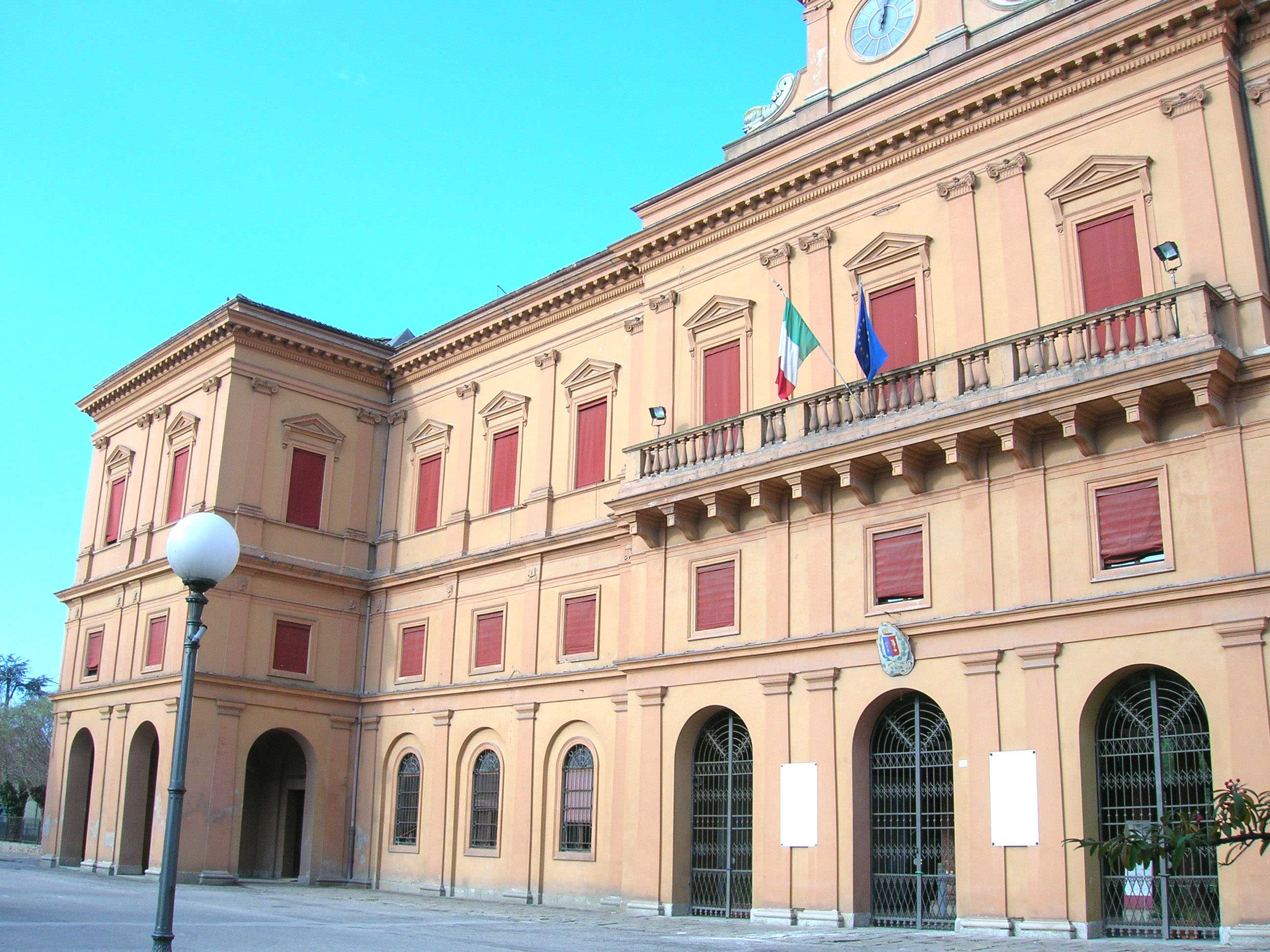
Delizia in Copparo
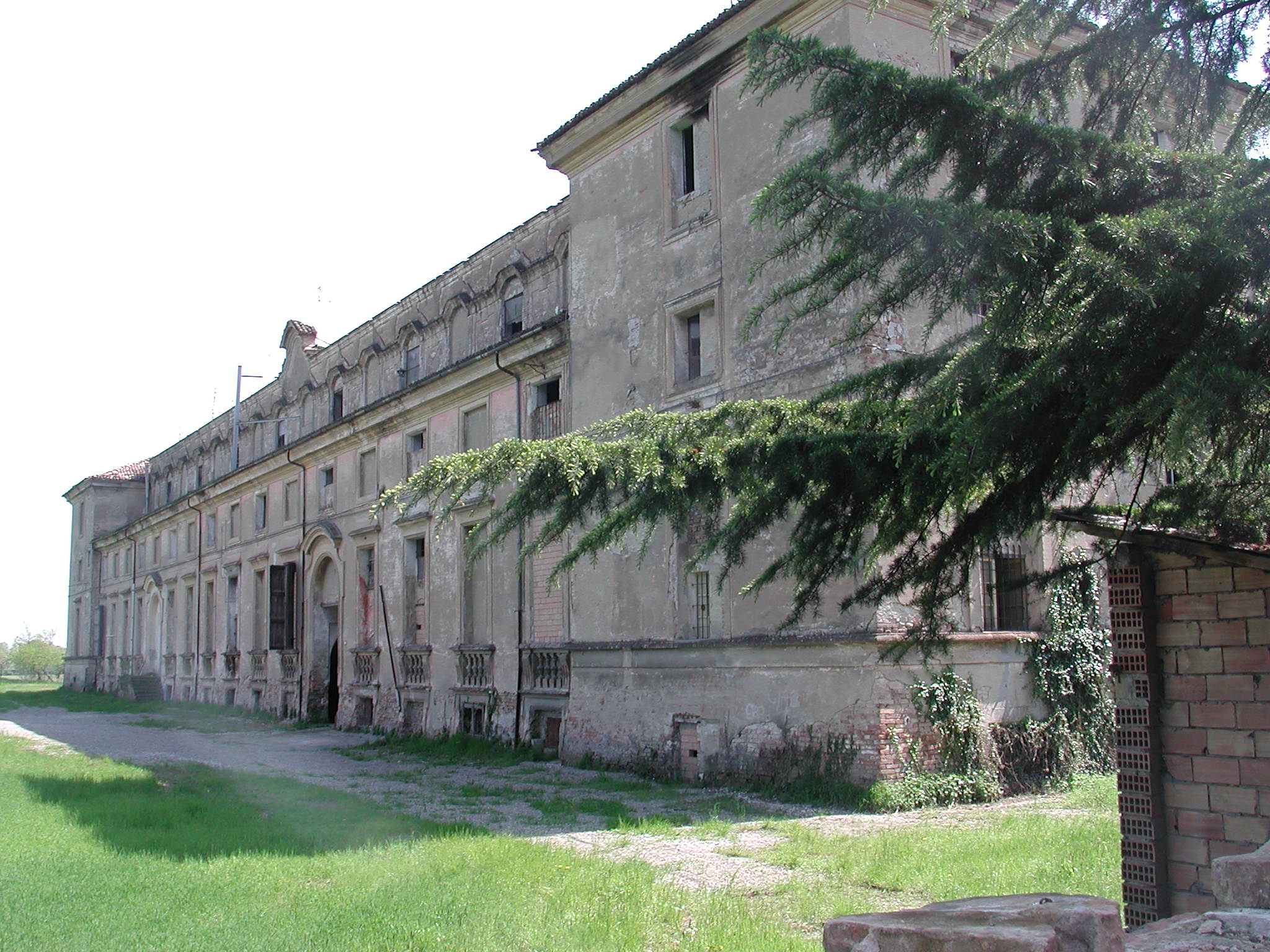
Herzogliche Villa in Rivalta bei Reggio
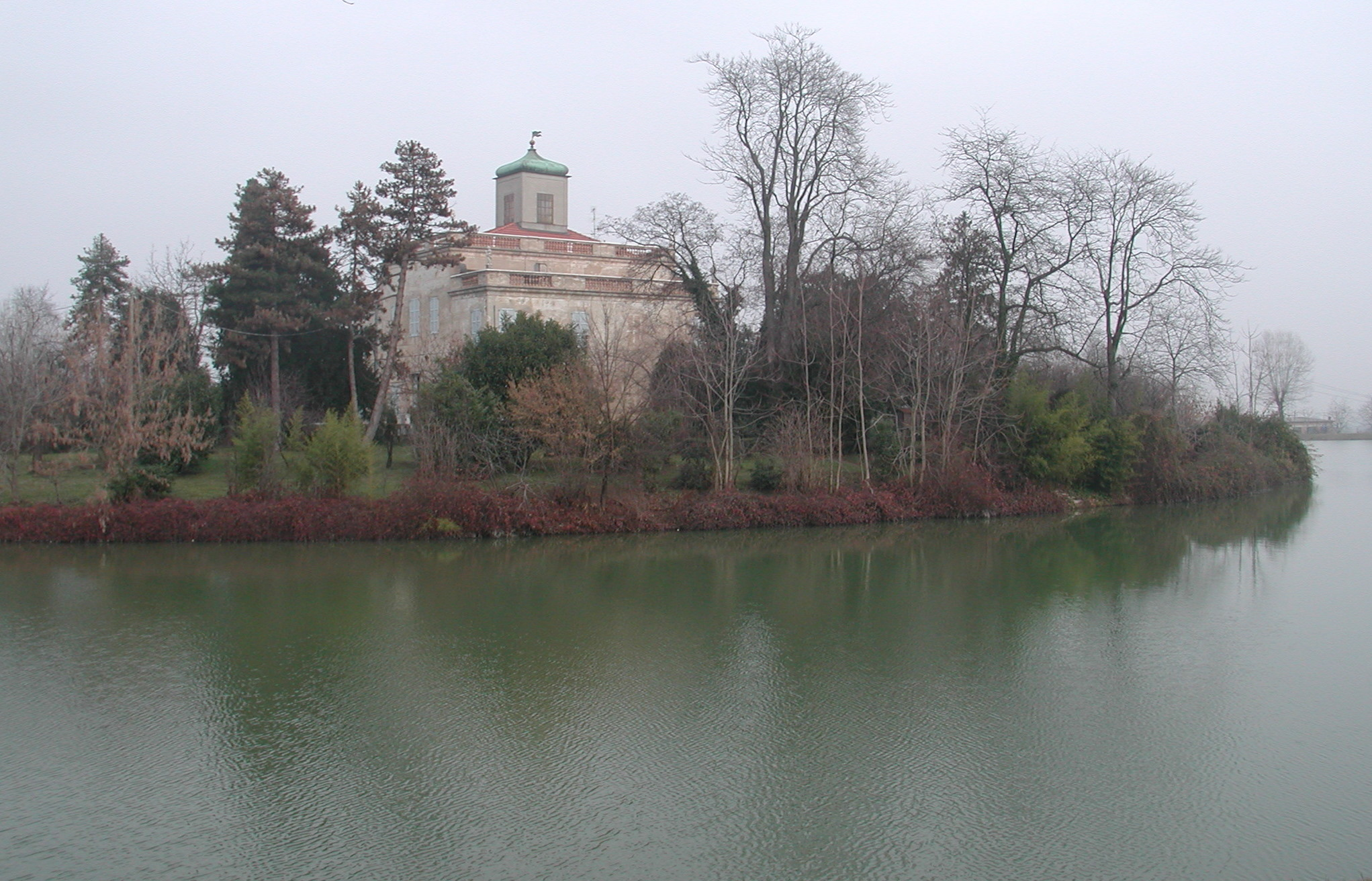
Casino in Rivalta
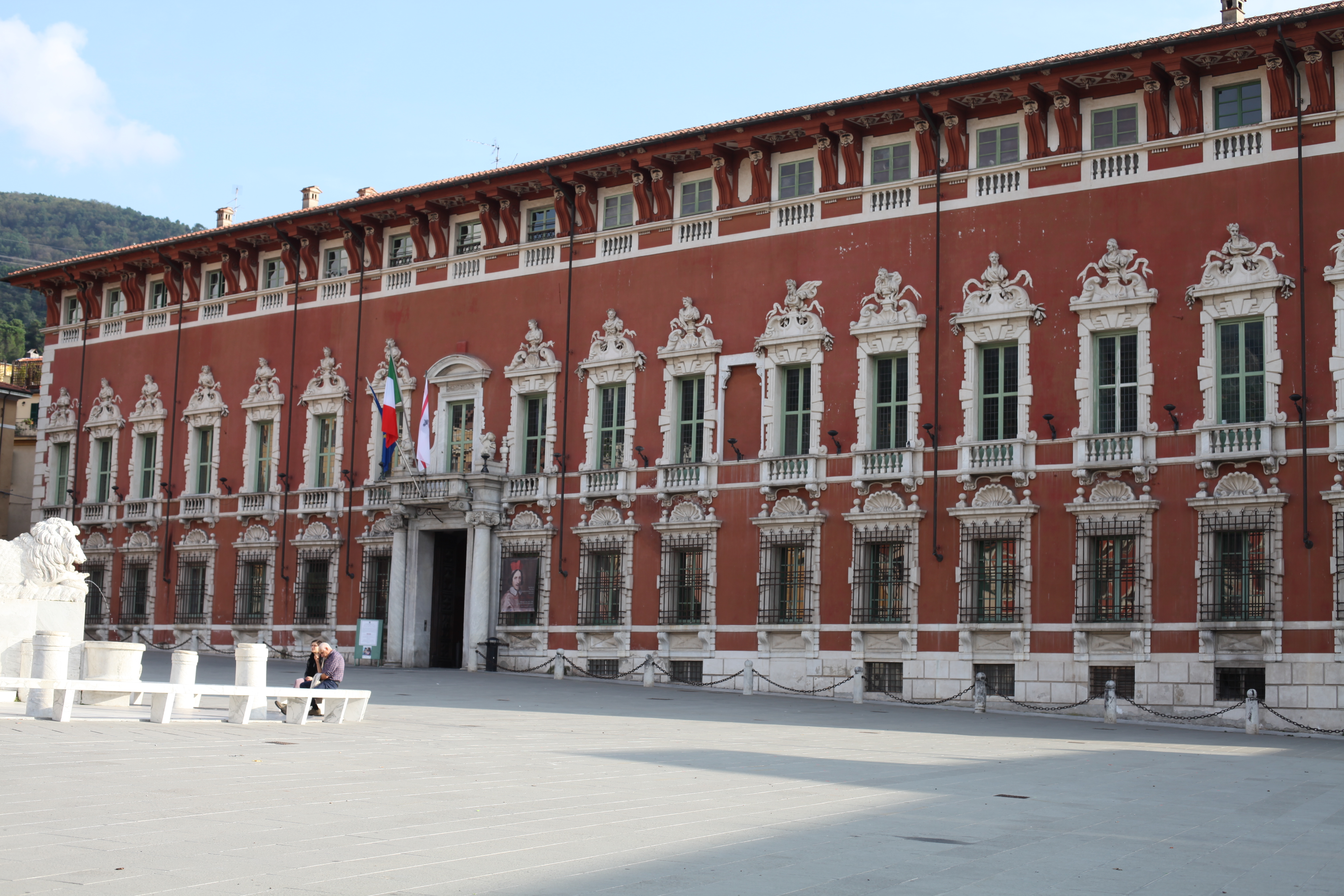
Herzoglicher Palast in Massa (von der Familie Cibo-Malaspina geerbt)
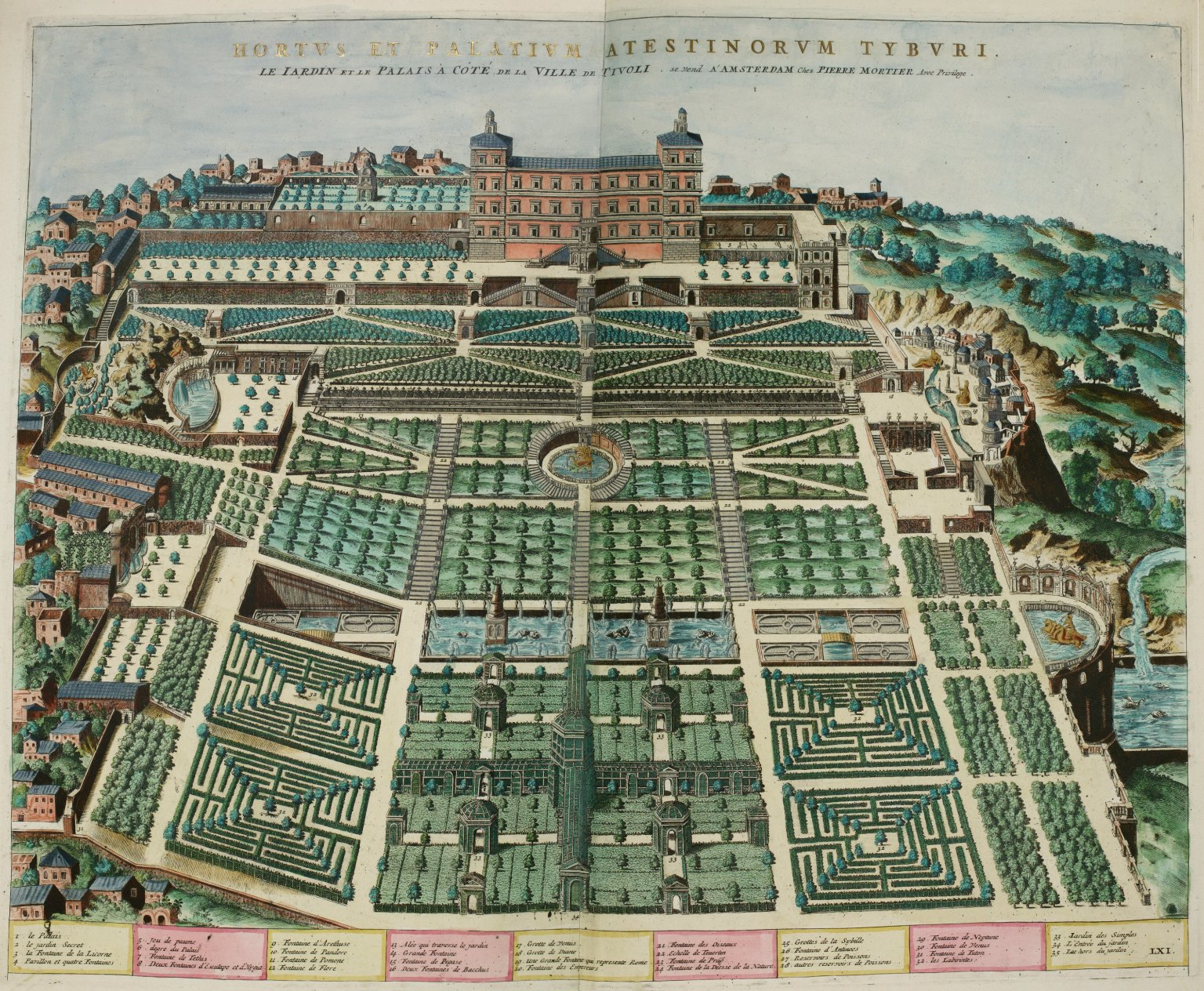
Villa d’Este in Tivoli (um 1560)

In der Folge der Französischen Revolution wurden die beiden Herzogtümer 1796 zur Cispadanischen Republik erklärt, die im Jahr darauf in der Cisalpinischen Republik aufging. Die Familie Este wurde 1801 im Frieden von Lunéville für den Verlust des Herzogtums Modena mit den habsburgischen Besitzungen Breisgau und Ortenau entschädigt; 1803 starb der letzte Herzog, Ercole III. d’Este ohne männlichen Erben. Die Linie Fulc-Este erlosch mit ihm.

### Die Österreich-Este

Wappen des Zweiges Österreich-Este des Hauses Habsburg-Lothringen

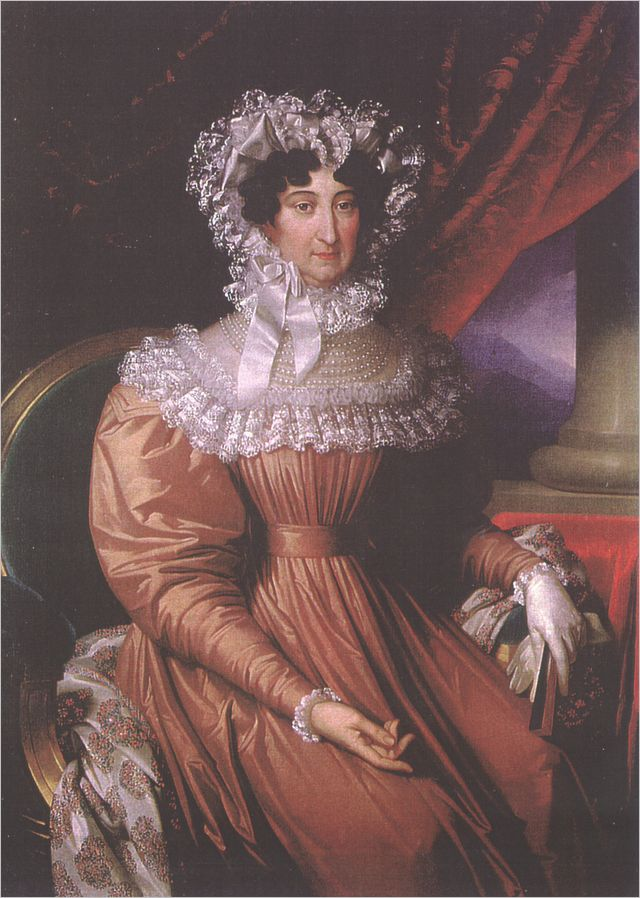
Maria Beatrice d’Este (1750–1829), die Erbin ihres Geschlechts

Ercoles III. Tochter Maria Beatrice brachte diese Erbschaft wieder den Habsburgern zu und wurde mit ihrem Mann Erzherzog Ferdinand Karl zur Begründerin der Linie Österreich-Este. Von ihrer Mutter hatte sie außerdem das Herzogtum Massa und Carrara geerbt, ebenfalls ein Überbleibsel der „Otbertinischen Mark“, das sich unter den Nachfahren Malaspina weitervererbt hatte. Der Breisgau und die Ortenau gingen 1805 ebenfalls verloren, hier übernahm der neue Kurfürst und spätere (ab 1806) Großherzog von Baden die Herrschaft. Nach dem Wiener Kongress wurde das Herzogtum Modena und Reggio den habsburgischen Erben des Hauses Este aber zurückgegeben. Der letzte Herzog aus der Familie Österreich-Este war Franz V. 1859 musste er, zum zweiten Mal, sein Land verlassen und Modena wurde auf entschiedenen Wunsch der Bevölkerung und mit Genehmigung Napoleons III. dem Königreich Sardinien-Piemont einverleibt. Franz lebte seitdem abwechselnd in Wien und auf seinen Gütern in Böhmen. 1859/60 ging das Herzogtum im Zuge des Risorgimento und der Gründung des Königreichs Italien endgültig unter.
Franz V. starb 1875 in Wien. Er vererbte den Titel und sein Vermögen jedoch nicht an seine Nichte, Erzherzogin Marie Therese, die mit dem späteren König Ludwig III. von Bayern verheiratet war, sondern bot Erzherzog Karl Ludwig, einem jüngeren Bruder von Kaiser Franz Joseph I. an, einen von dessen beiden Söhnen als Erben seiner böhmischen Güter und als Prätendent für Modena einzusetzen – unter der Bedingung, dass dieser den Namen „Österreich-Este“ annehmen sollte, obgleich er nicht aus diesem Zweig stammte. So trug ab 1875 dessen Sohn, Erzherzog Franz Ferdinand von Österreich-Este (geboren 1863), den Namen. Nach dem Tod des Kronprinzen Rudolf wurde Franz Ferdinand 1896 außerdem Thronfolger von Österreich-Ungarn. Nach der Ermordung Franz Ferdinands im Jahr 1914 ging der Name Österreich-Este auf seinen Großneffen Erzherzog Robert (geboren 1915), den Sohn des späteren Kaisers Karl I. über. Roberts Mutter, Zita von Bourbon-Parma, Tochter des Herzogs Robert I. von Parma, war eine Urenkelin von Maria Theresia von Savoyen, Herzogin von Parma und Lucca, Tochter von Maria Theresia von Österreich-Este, Königin von Sardinien, die ihrerseits Tochter von Maria Beatrice d’Este und Erzherzog Ferdinand, den Begründern der Linie Österreich-Este war. So ist in weiblicher Linie zumindest eine direkte Abstammung gegeben.
Heute trägt Erzherzog Roberts Sohn Lorenz den Namen Österreich-Este, dem als Gemahl der Prinzessin Astrid von Belgien 1995 von König Albert II. auch der Titel Prinz von Belgien verliehen wurde. Die fünf Kinder des Paares tragen seit 1991 den Titel Erzherzog bzw. Erzherzogin von Österreich-Este und Prinz bzw. Prinzessin von Belgien.

## Persönlichkeiten

### Bedeutende Familienmitglieder

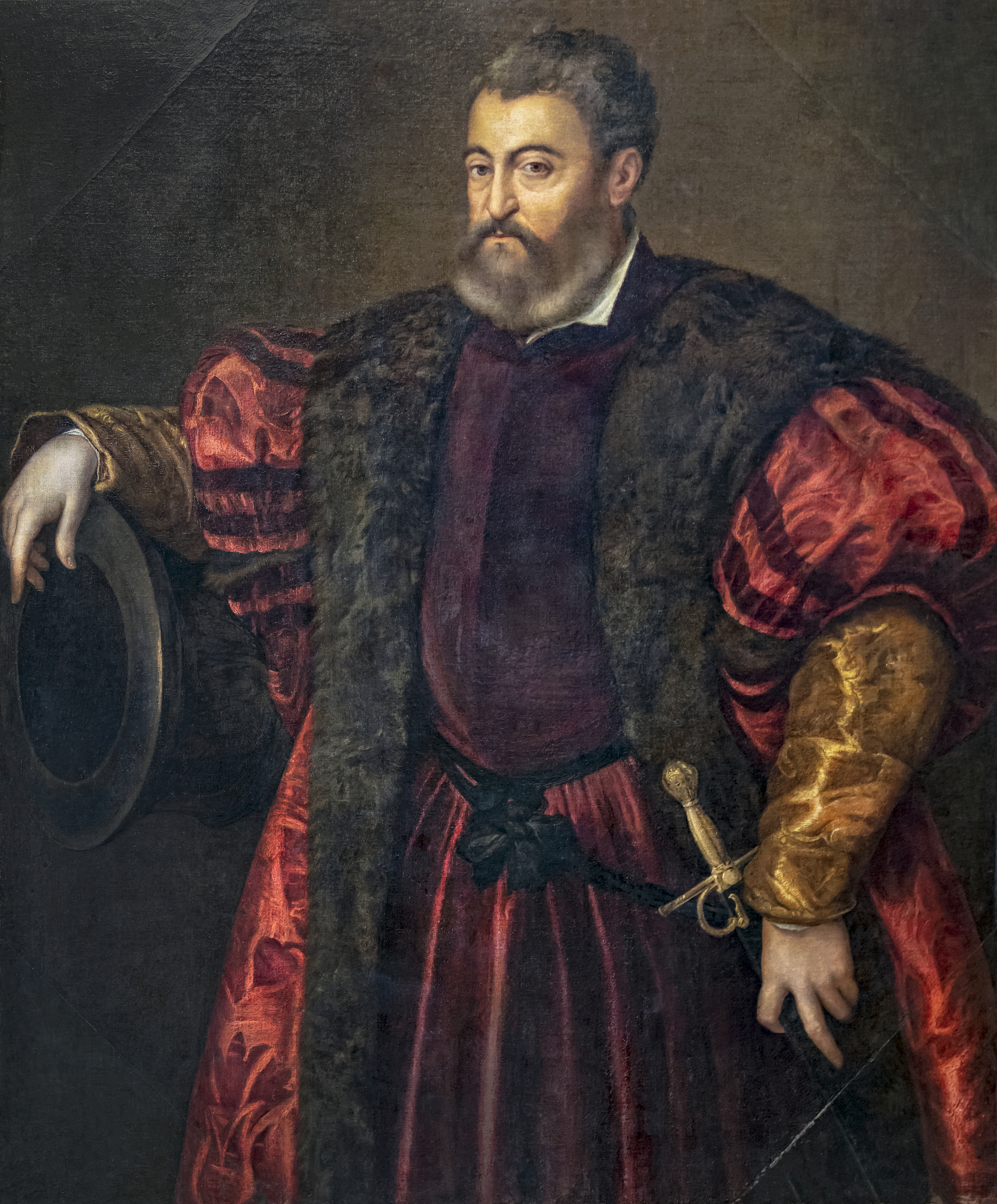
Alfonso I. d’Este (1476–1534), Herzog von Ferrara, Modena und Reggio

- Borso d’Este (1413–1471), Herzog von Ferrara, Modena und Reggio
- Ercole I. d’Este (1431–1505), Herzog von Ferrara, Modena und Reggio
- Isabella d’Este (1474–1539), verheiratet mit Francesco Gonzaga, Markgraf von Mantua
- Beatrice I. d’Este (1191 o. 1192–1226), Nonne
- Beatrix von Este (1215–1245), Königin von Ungarn
- Beatrice d’Este (1475–1497), verheiratet mit Ludovico Sforza, Herzog von Mailand
- Alfonso I. d’Este (1476–1534), Herzog von Ferrara, Modena und Reggio, verheiratet mit Lucrezia Borgia
- Ippolito I. d’Este (1479–1520), Kardinal
- Ercole II. d’Este (1508–1559), Herzog von Ferrara, Modena und Reggio
- Ippolito II. d’Este (1509–1572), Kardinal, Erbauer der Villa d’Este
- Anna d’Este (1531–1607), Herzogin von Aumale und Guise, in zweiter Ehe Herzogin von Nemours und Genevois
- Alfonso II. d’Este (1533–1597), Herzog von Ferrara, Modena und Reggio,
- Francesco III. d’Este (1698–1780), Herzog von Modena und Reggio

### Herren und Markgrafen von Este

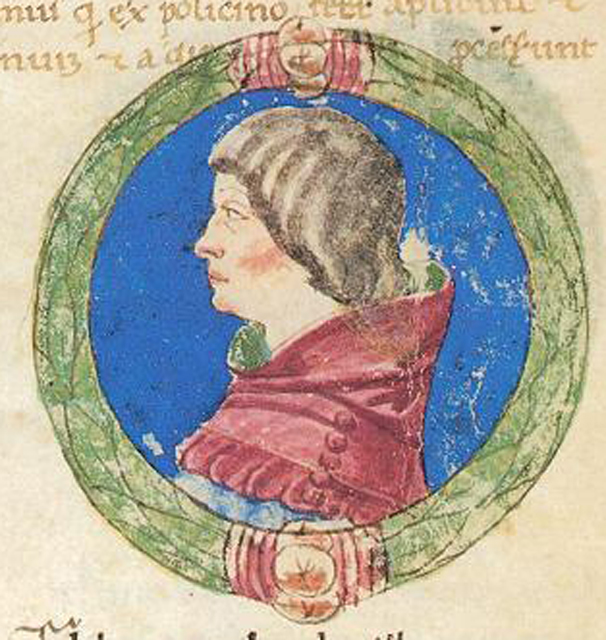
Fulco I. d’Este († 1128), Begründer der Fulc-Este

- Alberto Azzo II. d’Este († 1097), Vater der Liniengründer Welf IV. und Fulco I.
- Fulco I. d’Este († 1128)
- Azzo IV. d’Este († vor 1145)
- Bonifacio I. d’Este († 1163)
- Fulco II. d’Este († vor 1172)
- Bonifacio II. d’Este († 1190)
- Obizzo I. d’Este († 1193) seit 1171 als Markgraf von Este
- Azzo V. († 1193) Markgraf von Este
- Azzo VI. d’Este († 1212), 1171 Markgraf von Este, 1196 Podestà von Ferrara, 1210 Markgraf von Ancona
- Aldobrandino I. († 1215) Markgraf von Este, Podestà von Mantua ab 1212
- Azzo VII. Novello († 1264) Markgraf von Este, Podestà von Ferrara ab 1215, Podestà von Mantua ab 1253
- Rinaldo I. († 1251)
- Obizzo II. († 1293) Markgraf von Este, Signore von Ferrara ab 1264, Herr von Modena ab 1288, Herr von Reggio ab 1289
- Francesco I. († 1312) Markgraf von Este ab 1282
- Bertoldo I. († 1343) Markgraf von Este
- Francesco II. († 1384) Markgraf von Este
- Azzo IX. († 1415) Markgraf von Este
- Taddeo († 1448) Markgraf von Este
- Bertoldo II. († 1463) Markgraf von Este

### Herren von Ferrara, Modena und Reggio
- Obizzo II d’Este († 1293) Markgraf von Este, Podesta von Ferrara ab 1264, Herr von Modena ab 1288, Herr von Reggio ab 1289
- Azzo VIII. d’Este († 1308), Herr von Ferrara, Modena und Reggio ab 1293
- Aldobrandino II. d’Este († 1326) Herr von Ferrara, Modena und Reggio ab 1308, vertrieben
- Rinaldo II. d’Este († 1335), wieder eingesetzt, Herr von Ferrara ab 1317
- Niccolò I. d’Este († 1344) Mitherr
- Rinaldo III. d’Este († 1369)
- Obizzo III. d’Este († 1352) Herr von Ferrara ab 1335, Herr von Modena ab 1336, verheiratet mit Elisabeth († 3. März 1341), Tochter Albrechts II. von Sachsen-Wittenberg
- Aldobrandino III. d’Este († 1361) folgt 1352
- Niccolò II. d’Este († 1388) folgt 1361
- Alberto I. d’Este († 1393) folgt 1388
- Niccolò III. d’Este († 1441) folgt 1393, er hatte mindestens 24 Kinder
- Leonello d’Este († 1450) folgt 1441, Markgraf von Ferrara
- Borso d’Este († 1471), folgt 1450, Herzog von Modena und Reggio 1452, Herzog von Ferrara 1471

### Herzöge von Ferrara, Modena und Reggio 1452–1597
- Borso 1452–1471 (Herzog von Ferrara 1471)
- Ercole I. 1471–1505
- Alfonso I. 1505–1534
- Ercole II. 1534–1559
- Alfonso II. 1559–1597

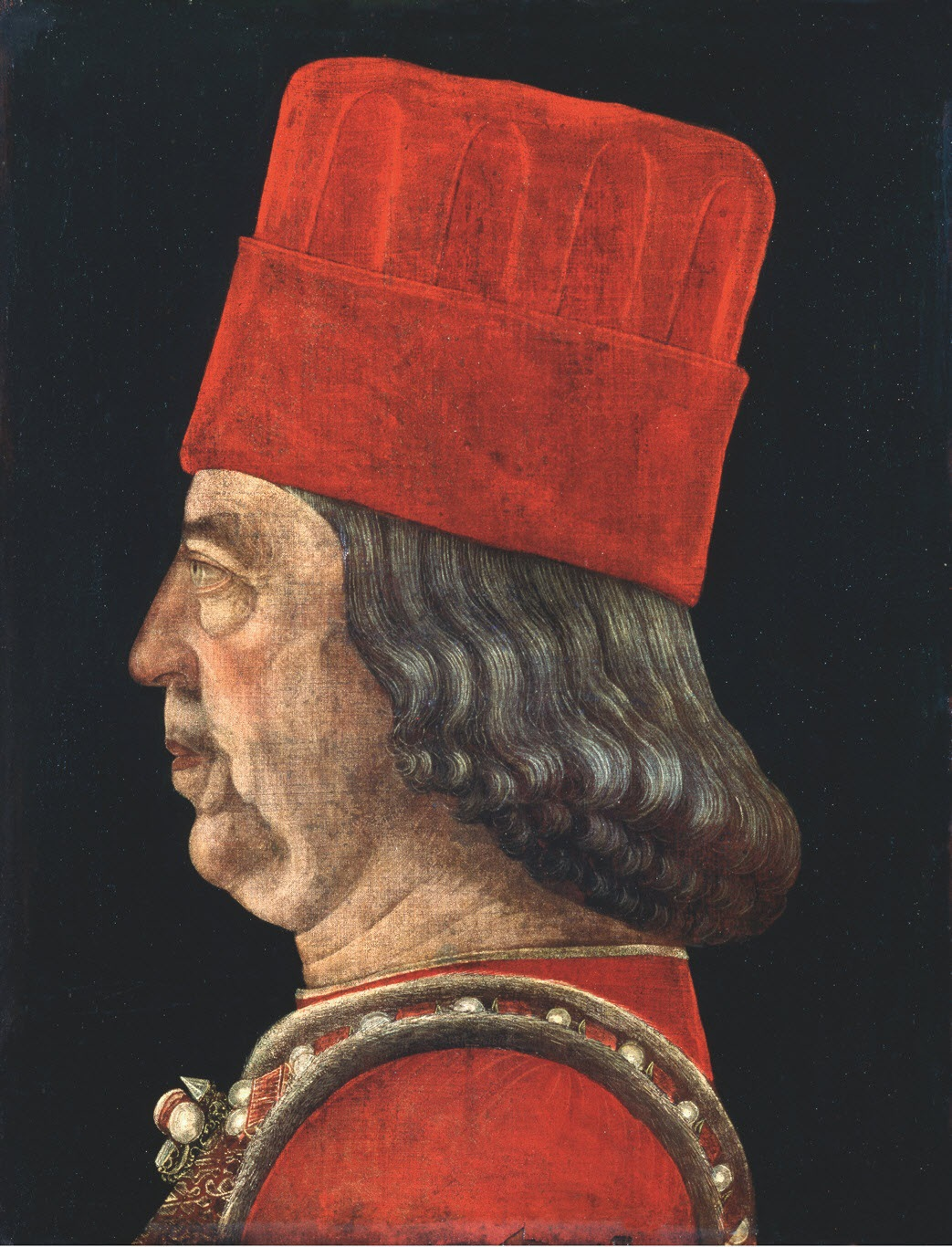
Borso
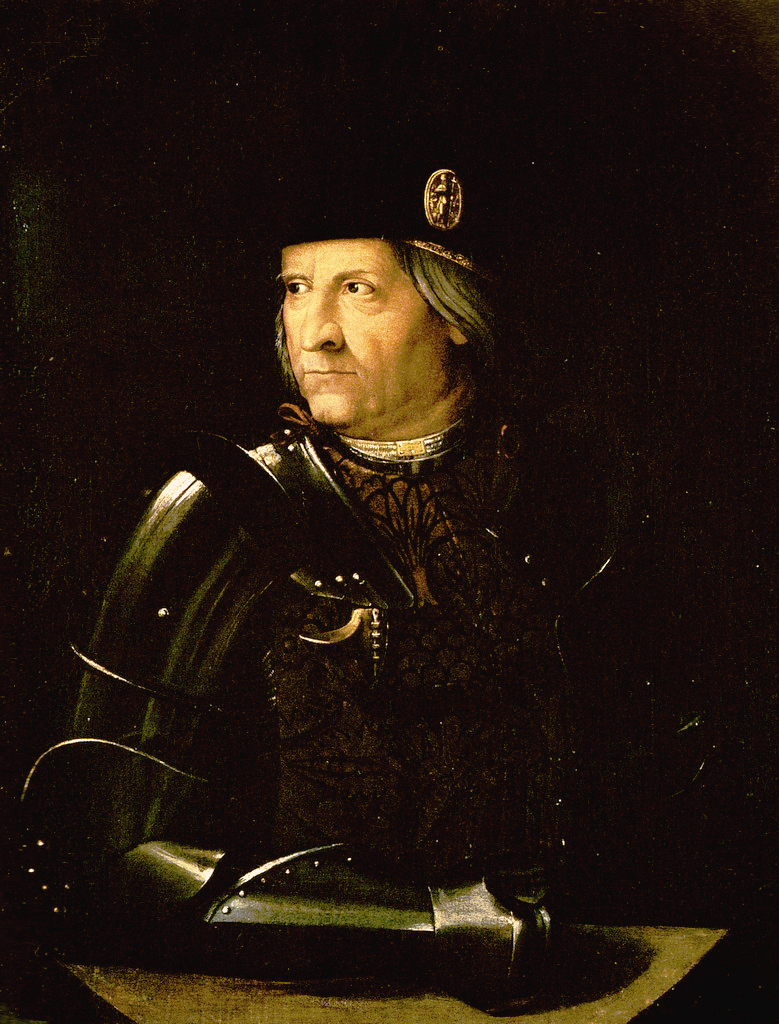
Ercole I.
Alfonso I.
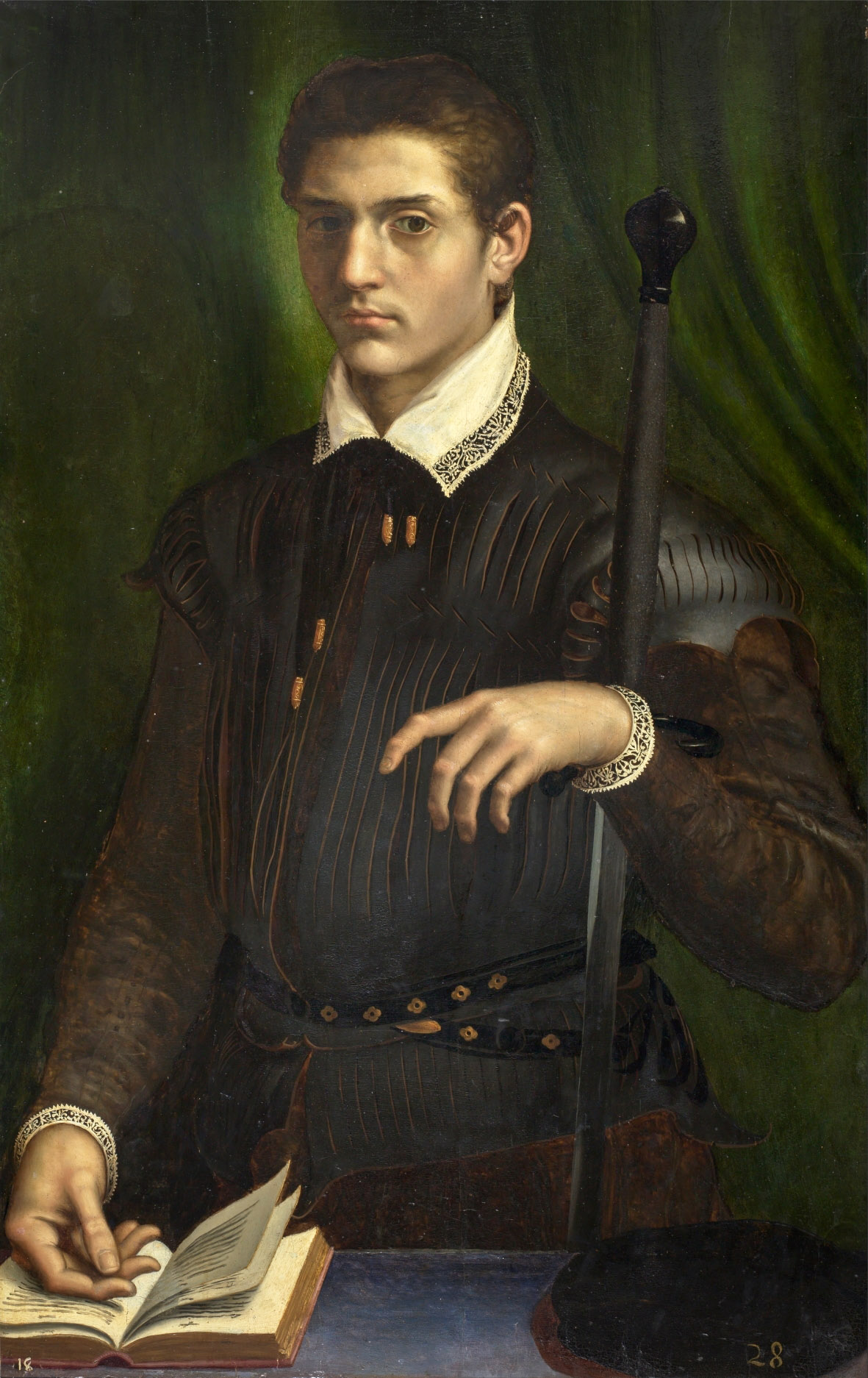
Alfonso II.

### Herzöge von Modena und Reggio 1597–1796
- Cesare 1597–1628
- Alfonso III. 1628–1629 († 1644)
- Francesco I. 1629–1658
- Alfonso IV. 1658–1662
- Francesco II. 1662–1694
- Rinaldo 1694–1737
- Francesco III. 1737–1780
- Ercole III. 1780–1796 († 1803)

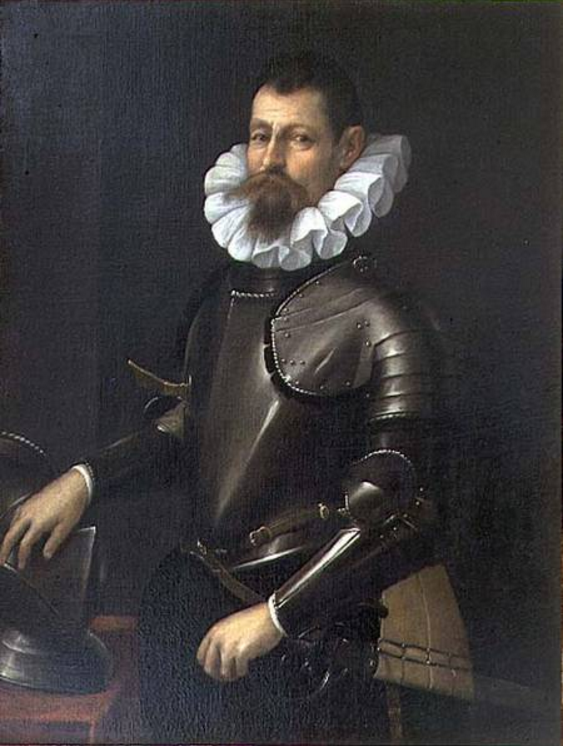
Cesare
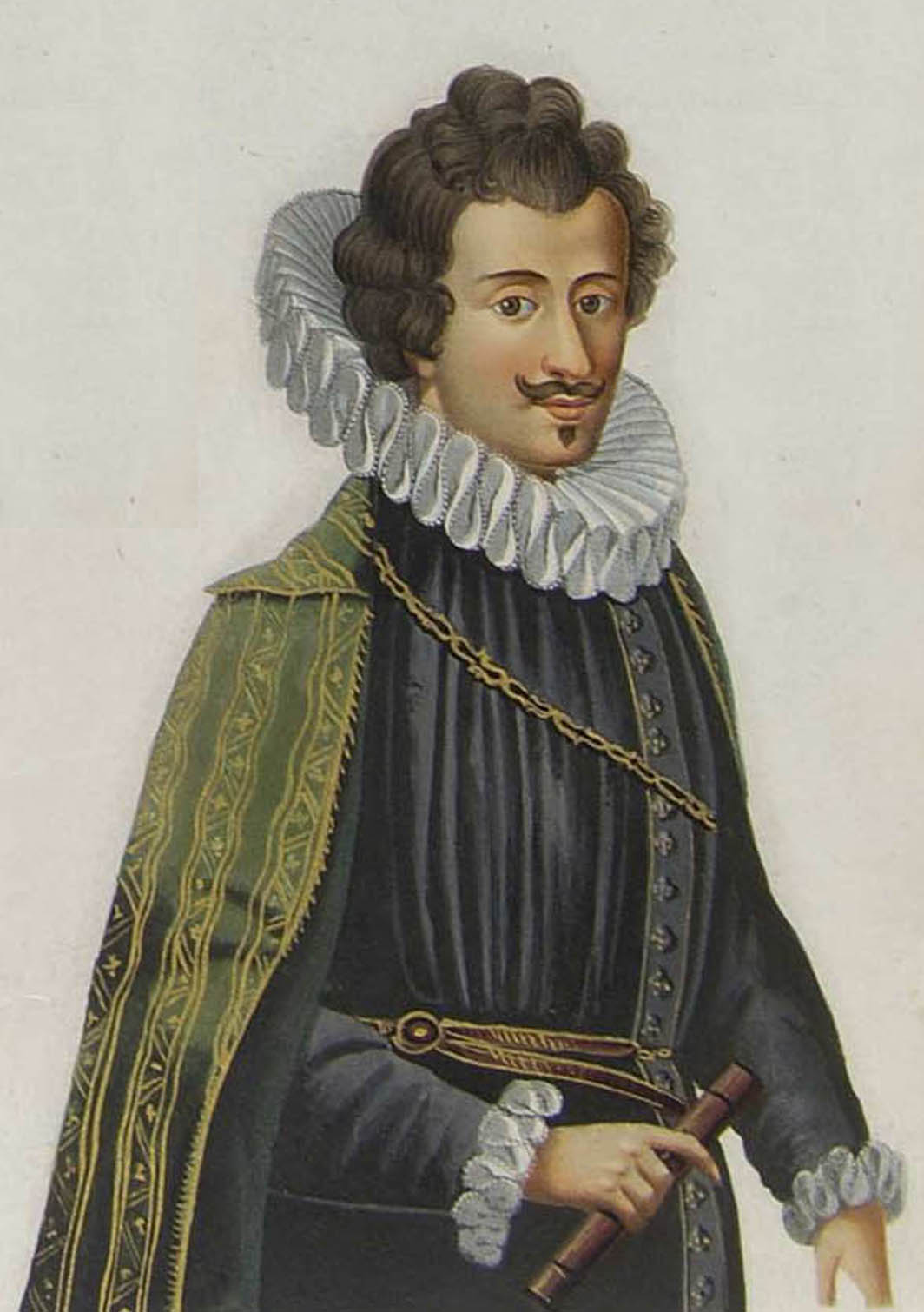
Alfonso III.
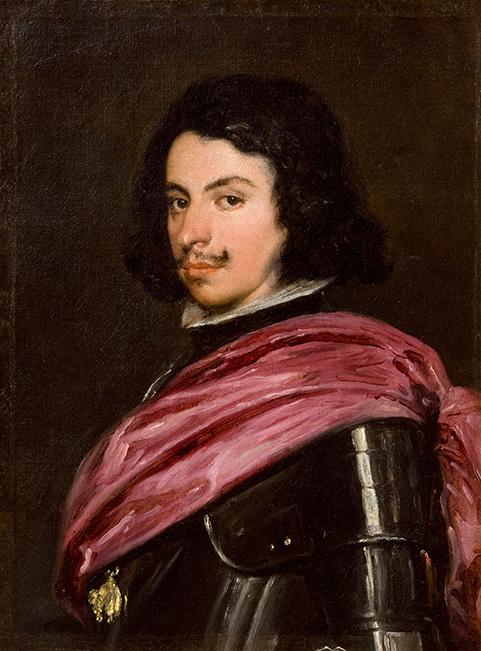
Francesco I.
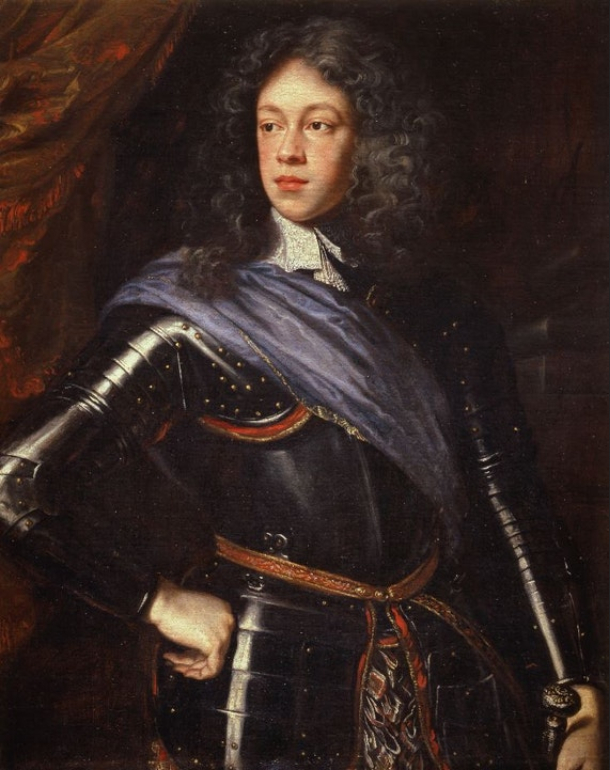
Alfonso IV.
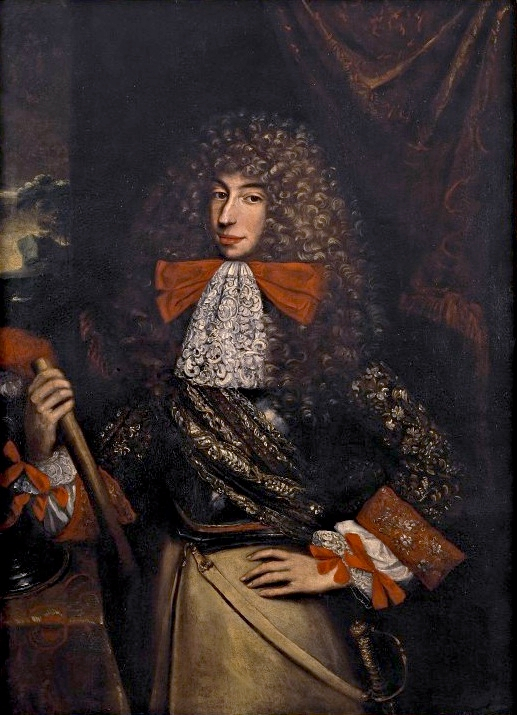
Francesco II.
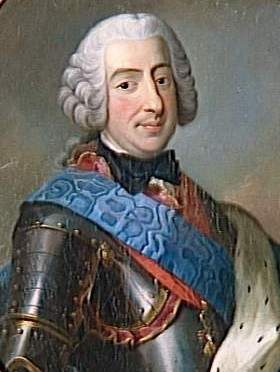
Francesco III.
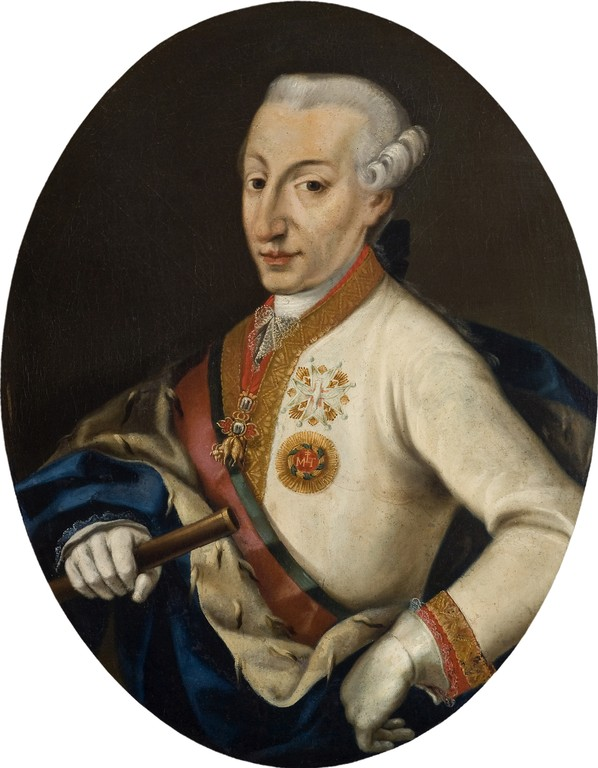
Ercole III.

### Herzoginnen von Massa und Carrara
- Maria Teresa Cybo-Malaspina (1725–1790), verheiratet mit Ercole III. d’Este, regierende Herzogin von Massa und Carrara
- Maria Beatrice d’Este (1750–1829), Herzogin von Massa und Carrara, brachte die Erbschaft ihres Vaters, die Herzogtümer Modena und Reggio, sowie die Erbschaft ihrer Mutter, die Herzogtümer Massa und Carrara, den Habsburgern zu und wurde zur Begründerin der Linie Österreich-Este.

### Herzöge von Modena und Reggio aus dem Haus Österreich-Este 1814–1860
seit 1815 auch Herzöge von Mirandola und seit 1829 Herzöge von Massa und Fürsten von Carrara
- Franz IV. 1814–1846
- Franz V. 1846–1859 († 1875)

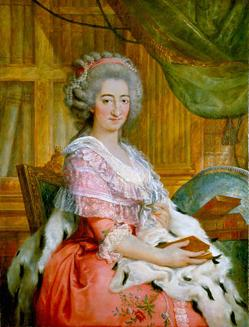
Maria Beatrice
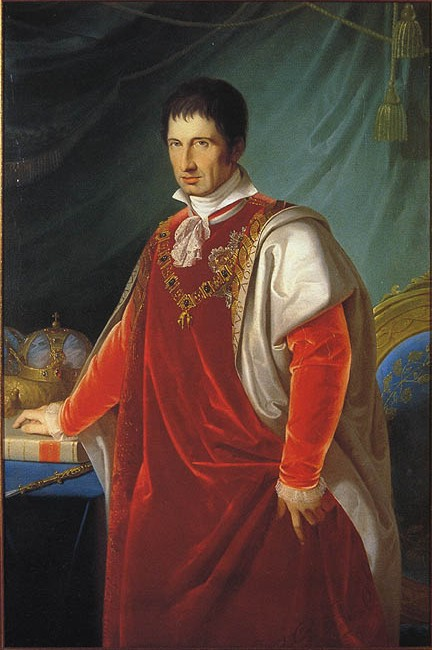
Franz IV.
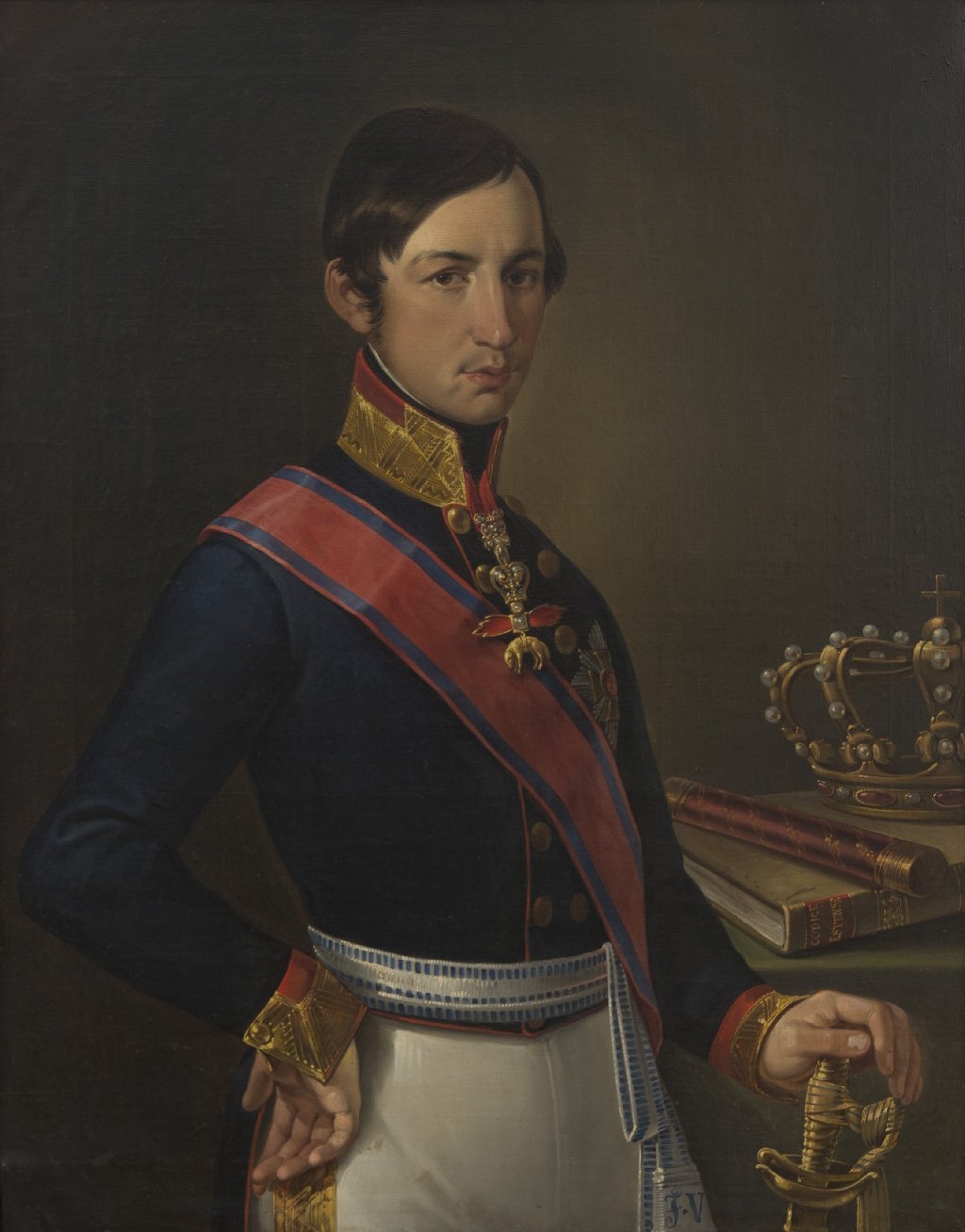
Franz V.

### Träger des Namens „Österreich-Este“ aus dem Haus Habsburg nach 1859
- Erzherzog Franz von Österreich (Franz V.) 1859–1875
- Erzherzog Franz Ferdinand von Österreich 1863–1914
- Erzherzog Robert von Österreich 1915–1996
- Erzherzog Lorenz von Österreich 1955–

### Andere Familienmitglieder
- Auguste Emma d’Este (1801–1866)
- Augustus Frederick d’Este (1794–1848)
- Beatrix von Este (1215–1245), Königin von Ungarn
- Carlo D’Este (1936–2020), US-amerikanischer Militärhistoriker
- Eleonora d’Este (1515–1575), italienische Adlige
- Rinaldo d’Este (1618–1672), Kardinal und Onkel des gleichnamigen Herzogs von Modena
- Maria Fortunata d’Este (1734–1803), italienische Prinzessin und durch Heirat Gräfin de la Marche und Prinzessin de Conti
- Maria Teresa Felicita d’Este (1726–1754), durch Heirat Herzogin von Penthièvre